# Zgorzel siewek

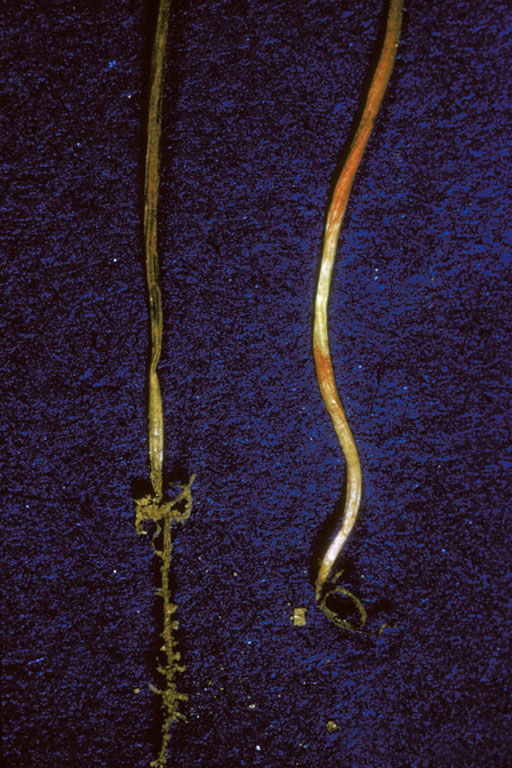
Zgorzel siewek wywołana przez Gibberella avenacea

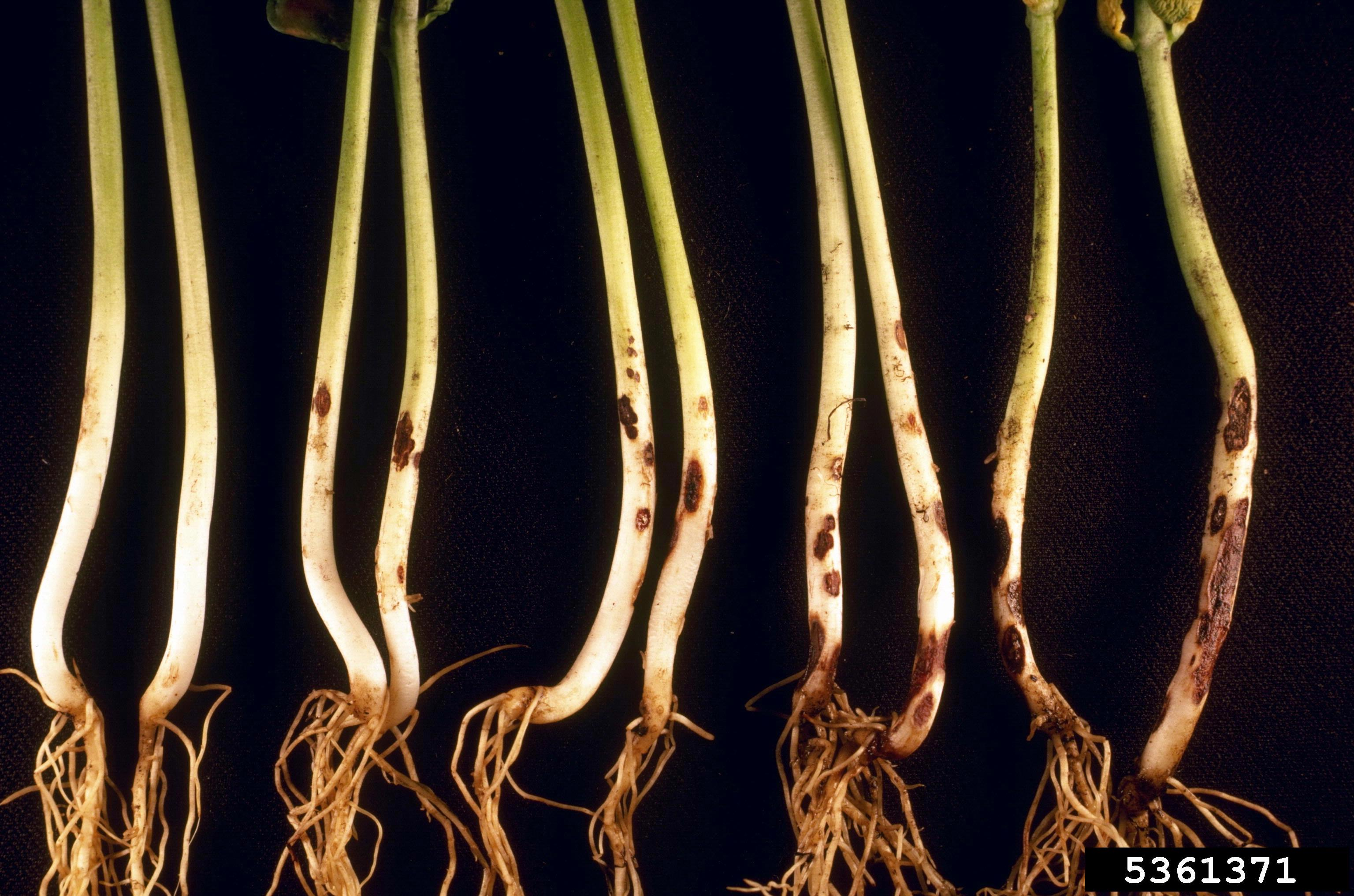
Zgorzel siewek fasoli wywołana przez Thanatephorus cucumeris

Zgorzel siewek – obumieranie siewek roślin wywołane przez liczną grupę patogenów powszechnie występujących w glebach leśnych i rolnych. Jest to jedna z najczęstszych chorób roślin atakujących siewki i występuje u bardzo licznych roślin nasiennych. Powodowana jest przez grzyby i grzybopodobne lęgniowce.

## Objawy
W zależności od terminu występowania wyróżnia się dwa rodzaje zgorzeli siewek:
- zgorzel przedwschodowa – przed ukazaniem się nadziemnych części rośliny. Prowadzi do obumarcia kiełków przed wydostaniem się na powierzchnię. Objawem tego są puste miejsca w uprawach monokulturowych: na plantacjach, w szkółkach, lasach, na trawnikach (szczególnie polach golfowych);
- zgorzel powschodowa – na formujących się liścieniach, łodyżkach oraz liściach właściwych. Powodowana jest przez grzyby, które obejmują swym porażeniem szyję korzeniową. Siewki kiełkują, ale słabo rosną, więdną, żółkną i przeważnie obumierają. W miejscu infekcji następuje najczęściej silne przewężenie prowadzące do obumierania rośliny[1].

Zgorzel siewek występuje od momentu wykiełkowania do wytworzenia 2–3 liści właściwych. Podstawa łodygi porażonych roślin staje się wodnista, a następnie ciemnieje. Niekiedy rośliny porażone walczą i nie zamierają, rosną jednak wolniej i są bardziej narażone na opanowanie przez inne patogeny.
Patogeny zgorzelowe oddziałują początkowo na siewki produktami swego metabolizmu. Objawem tego jest utrata przez siewki turgoru i więdnięcie. Następnym etapem jest przenikanie strzępek do wnętrza tkanek siewki. Atak grzyba uruchamia reakcje obronne siewki: następuje zwiększenie przemiany materii, szczególnie wzrasta aktywność enzymów oddechowych. Młode siewki wykazują zwykle wysoką podatność na patogeny grzybowe. Miejsce infekcji i szczegółowy przebieg choroby są specyficzne dla rodzaju patogenu.
W warunkach uznawanych za naturalne patogeny zgorzelowe ograniczane są przez swoje antagonisty (naturalne inhibitory), co pozwala zachować równowagę biologiczną w zbiorowisku grzybów glebowych. W szkółkach o długim okresie eksploatacji obserwuje się pogarszanie warunków bytowania saprotrofów. W związku z tym występuje tendencja do ich zanikania, co z kolei pozwala na rozwój grzybów zgorzelowych.

## Choroby
Zgorzel siewek to ogólna nazwa dużej grupy chorób. Ponieważ zapobieganie im i zwalczanie ich wymaga specyficznych działań, stosowania różnych środków chemicznych w zależności od gatunku uprawianej rośliny, różnego okresu ich karencji itd., w praktyce rolniczej i szkółkarstwie nadano nazwy licznym z nich (w nawiasie wywołujące je patogeny; gatunki lub rodzaje, gdy gatunek nie został określony). Wśród roślin uprawianych w Polsce są to:
- zgorzel siewek astra chińskiego (Globisporangium, Pythium, Phytophthora, Fusarium, Rhizoctonia solani)
- zgorzel siewek begonii (Globisporangium, Pythium, Fusarium, Rhizoctonia solani)
- zgorzel siewek buraka (Aphanomyces cochlioides, Globisporangium, Pythium, Pleospora bjoerlingii)
- zgorzel siewek cyklamena (Globisporangium, Pythium, Fusarium, Botrytis cinerea, Rhizoctonia solani)
- zgorzel siewek cynerarii (Globisporangium, Pythium, Botrytis cinerea, Rhizoctonia solani)
- zgorzel siewek fiołka afrykańskiego (Globisporangium, Pythium, Fusarium, Botrytis cinerea, Rhizoctonia solani)
- zgorzel siewek koniczyny (Physoderma trifolii, Leiolpidium radicale)
- zgorzel siewek lewkonii (Globisporangium, Pythium, Fusarium)
- zgorzel siewek lucerny (Leiolpidium radicale)
- zgorzel siewek traw (Globisporangium, Pythium, Fusarium, Rhizoctonia solani)[3].

Nazwy naukowe według Index Fungorum.

## Ochrona
Patogeny przenoszone są wraz z zainfekowanym podłożem, nasionami, wodą stosowaną do nawadniania, pojemnikami do uprawy i narzędziami ogrodniczymi. Siewek porażonych zgorzelą przeważnie nie da się już uratować. Można jedynie zapobiegać chorobie przez:
- w uprawach pod osłonami stosowanie podłoża przepuszczalnego i odkażonego (np. termicznie);
- dezynfekcja pojemników i narzędzi lub stosowanie jednorazowych pojemników;
- używanie kwalifikowanego materiału siewnego;
- zaprawianie nasion lub otoczkowanie ich;
- pod szkółki leśne należy wybierać gleby piaszczysto-gliniaste o pH wyższym od 5;
- w szkółkach leśnych unikać nawożenia azotem przed wschodami siewek i przez 6 tygodni po wschodach;
- stwarzanie warunków do szybkich wschodów przez niezbyt głębokie wysiewanie nasion do ogrzanej gleby;
- umiejętne podlewanie – wczesnym przedpołudniem, tak, by rośliny i podłoże zdążyły obeschnąć;
- zamiast fungicydów do zaprawiania nasion stosowanie w uprawach ekologicznych preparatów biologicznych z mikroorganizmami hamującymi rozwój grzybów[1][2].

Zaprawianie nasion odgrywa ważną rolę, jednak tylko częściowo chroni przed patogenami glebowymi, nie pomaga też, gdy nasiona są już silnie porażone. Istotne w zwalczaniu zgorzeli siewek jest kompleksowe stosowanie wszystkich metod ochrony.